# Guangzhou Loong Lions
Maillots
Actualités
Les Guangzhou Loong Lions sont un club chinois de basket-ball basé à Foshan (province de Guangdong). Créé en 2000 sous le nom de Shaanxi Gaitianli Kylins, le club évolue en Chinese Basketball Association, la plus importante ligue professionnelle de Chine.

## Historique
L’équipe a été fondée en novembre 2000 sous le nom de Shaanxi Gaitianli Kylins par le Xi’an Dongsheng Group. En août 2001, ils ont remporté le championnat de la ligue "B" et ont été promus en CBA.
Au cours de la saison 2004-2005, les Shaanxi Kylins ont terminé à la cinquième place de la division Nord et n’ont pas participé aux Playoffs. L’équipe devait participer à la saison 2008 de l'International Basketball League (IBL). Ils ont été remplacés par les Shanxi Dragons Brave.
En 2010, les Shaanxi Kylins ont déménagé de Xi’an à Foshan et se sont rebaptisés les Foshan Dralions.

## Entraîneurs
- 2004-2007 :  Wang Libin
- 2008-2010 :  Wu Qinglong
- 2010-2011 :  Jay Humphries
- 2011-2013 :  Joe Whelton
- 2012-2014 :  Jay Humphries
- 2013-2014 :  Jiang Xingquan
- 2014-2015 :  Jiang Xingquan
- 2016 :  Andrea Mazzon
- ? :  Cui Wanjun
- 2018- :  Juan Antonio Orenga